# Hinójar
Hinójar es una pedanía del municipio de Lorca (Región de Murcia, España). Se sitúa al Sureste del municipio, limitando con el municipio de Totana al Este, con las pedanías de La Hoya y Marchena al Norte, con la de Aguaderas al Oeste, y con la Puntarrón por el Sur. Con 57 habitantes, es una pedanía poco poblada cuya economía se basa en la agricultura.